# Missa
Missa – debiutanckie EP japońskiej grupy Dir En Grey wydany w 1997. Wszystkie teksty napisał Kyo.

## Lista utworów
1. „Kiri to Mayu” – 5:10
2. „「S」” – 3:33
3. „Erode” – 6:32
4. „Aoi Tsuki” – 5:06
5. „GARDEN” – 5:29
6. „Byou「」Shin” – 5:41